# Місцевий кореспондент
Місцевий кореспондент, також відомий як позаштатний місцевий кореспондент, сільський кореспондент, робітничий кореспондент або державний кореспондент — журналіст, що веде регулярну колонку про події, місця та людей для публікації у місцевій газеті. Це колонка є щотижневою. Такий журналіст, зазвичай, позаштатний співробітник і є фрилансером, який отримує невеликий або не отримує взагалі будь якого гонорару, за винятком безкоштовної підписки на газету.

## Зміст
Зміст газетної колонки, що веде кореспондент спільноти, зосереджений на локальних заходах. Такі журналісти, зазвичай, не мають професійної підготовки і часто зосереджуються на повсякденному житті та взаємодії людей та місць у своїй громаді.
Якщо взяти за приклад Францію, то на допомогу журналістам, які працюють на місцях працюють позаштатні кореспонденти. Проте, якщо в населеному пункті відбувається надзвичайне подія, кореспондент першим сповіщає про це редакцію, яка висилає на місце професійного журналіста.
В США такі новини іноді називають chicken-dinner news чи country letters. Для пострадянського простору кореспондент спільноти перегукується з робсількорами — робітними та селянськими кореспондентами, яких активно залучали до написання новин, заміток та розкриття посадових злочинів місцевого керівництва.

## Історія

### На теренах України
Залучення так званих народних авторів у своїх виданнях було характерне для земських діячів ще у період Російської імперії.
Слід зазначити, що на теренах України, як і більшості країн, що раніше входили до складу СРСР, починаючи з 20-х років ХХ століття, активно підтримували створення мережі місцевих кореспондентів. Вони не лише дописували у багатотиражні видання, але й видавали локальні (стінгазети, газети на заводах тощо). Робсількорівський рух був неоднозначним явищем. Втім, варто наголосити, що саме завдяки заохоченню цього руху місцева преса самотужки дбала про формування кадрового резерву.
Завдання робітничих і селянських кореспондентів у той час були такі:
- постачання газет інформацією з місць;
- активізація читання преси через розкриття значимих для місцевої громади тем;
- заохочення до передплати районних, обласних та центральних більшовицьких газет якомога ширшого кола робітників і селян[4].

Для навчання робсількорів випускався журнал «Робітничо-селянський корреспондент» (Рабоче-крестьянский корреспондент). На місцях також створювалися спеціалізовані журнали. Наприклад в Харкові у 1927 році заснували два журнали — «Робкор України» і «Сількор України», що об'єднали в один 1929 року.
Проте, окрім видання спеціальних журналів, була продумана ціла політика залучення кореспондентів, що проводилася на місцях. Вона полягала у створенні картотеки потенційних кореспондентів, публічних закликів до місцевих активістів, систематичне проведення нарад та публікації рекомендацій у місцевих газетах. Окремо йшла передплатна кампанія, відлуння якої зустрічаються і зараз на місцевому рівні.
Після здобуття Україною Незалежності, системної роботи для залучення кореспондентів спільноти не велося. Все відбувалося завдяки ініціативі на місцях.

## Сучасні тенденції та проблеми

### США
Понад 7500 тижневих газет в США продовжують залежати від кореспондентів спільноти, які повідомляють про місцеві новини. Ці колонки залишаються одними з найпопулярніших розділів, попри появу блогів та інших соціальних медіа.
Проте зараз простерігається тенденція до зменшення кількості таких кореспондентів. Загалом, авторами колонок є особи старшого віку та жінки. Така особливість, разом з невеликою оплатою праці або її відсутності робить цю колонку нерегулярною.
Інший виклик редакторів газет — це збереження персональних даних журналіста, для чого часто треба переписувати матеріал повністю.

### Франція
Для регіональної преси у Франції, а отже й для кореспондентів спільноти, які допомагають готувати матеріали для її наповнення, характерні проблеми схожі з тим, з тим, з яким зіткнулися у США:
- старіння потенційної аудиторії, а отже й власне кореспондентів;
- локальна тематика публікацій, що цікава лише певному колу зацікавлених;
- повільні темпи публікації.

Як вирішення цих проблем пропонується публікація більшої кількості інтерв'ю, репортажів та цікавинок, пошук більш гострих тем для розширення потенційної аудиторії, що можливо, але складно зробити у провінційних містечках та відшукування можливостей до пришвидшення публікації матеріалів з використання сучасних засобів зв'язку